# گمینا توروشل
گمینا توروشل (به لهستانی:  Gmina Turośl) یک گمینا در لهستان است که در شهرستان کولنو واقع شده‌است. گمینا توروشل ۱۹۸٫۴۳ کیلومتر مربع مساحت و ۵٬۹۱۰ نفر جمعیت دارد.